# 2027 год в кино
На 2027 год запланированы премьеры ряда кинокартин, кинофестивали и вручение кинопремий.

## Фильмы, которые выйдут в прокат в 2027 году
|  | Фильм официально не выйдет в российский прокат |

### Январь — март
| Премьера    | Премьера | Название                                          | Студия                                                                                    | Режиссёр          | В ролях | Жанр                                            | Прим.       |
| ----------- | -------- | ------------------------------------------------- | ----------------------------------------------------------------------------------------- | ----------------- | --- | ----------------------------------------------- | ----------- |
| Я Н В А Р Ь | 1        | «Волшебник Изумрудного города. Великий и ужасный» | «Централ Партнершип»                                                                      | Игорь Волошин     | Екатерина Червова, Юрий Колокольников, Евгений Чумак, Артур Ваха, Светлана Ходченкова, Дмитрий Чеботарёв, Денис Власенко | фэнтези, приключения, семейный                  |             |
| Я Н В А Р Ь | 29       | «Angry Birds 3 в кино»                            | Sony Pictures Animation Rovio Entertainment SEGA Prime Focus Studios                      | Джон Райс         | Джейсон Судейкис, Джош Гэд                                                                                               | комедия, приключения, семейный, боевик          | [ 1 ] [ 2 ] |
| М А Р Т     | 5        | Афера Томаса Крауна                               | Amazon MGM Studios                                                                        | Майкла Б. Джордан | Майкла Б. Джордан, Тейлор Рассел, Кеннет Брана                                                                           | романтический фильм-ограбление                  | [ 3 ]       |
| М А Р Т     | 26       | «Годзилла и Конг: Сверхновая»                     | Warner Bros. Pictures Legendary Pictures Toho Co., Ltd.                                   | Грант Спьютор     | Кейтлин Девер, Дэн Стивенс, Джек О’Коннелл                                                                               | научно-фантастический, боевик, фильм о монстрах | [ 4 ]       |
| М А Р Т     | 26       | «Легенда о Зельде»                                | Sony Pictures Releasing Columbia Pictures Nintendo Arad Productions Oddball Entertainment | Уэс Болл          | | фэнтези, приключения                            | [ 5 ]       |
| М А Р Т     | 19       | «Соник 4 в кино»                                  | Paramount Pictures Sega Sammy Group Original Film                                         |                   | |                                                 |             |

### Апрель — июнь
| Премьера | Премьера | Название                               | Студия | Режиссёр                                            | В ролях                                      | Жанр                                    | Прим. |
| -------- | -------- | -------------------------------------- | --- | --------------------------------------------------- | -------------------------------------------- | --------------------------------------- | ----- |
| М А Й    | 28       | «Звёздные войны: Звёздный истребитель» | Walt Disney Studios Motion Pictures                                                                                             | Шон Леви                                            | Райан Гослинг                                | космическая опера                       | [ 6 ] |
| И Ю Н Ь  | 4        | «Человек-паук: За пределами вселенных» | Sony Pictures Releasing Columbia Pictures Sony Pictures Animation Marvel Entertainment Arad Productions Lord Miller Productions | Жуакин Душ, Сантуш, Кэмп Пауэрс, Джастин К. Томпсон | Шамик Мур, Хейли Стайнфелд, Джейсон Шварцман | боевик, фантастика, супергероика        |       |
| И Ю Н Ь  | 11       | «Как приручить дракона 2»              | Universal Pictures DreamWorks Animation Marc Platt Productions                                                                  | Дин Деблуа                                          |                                              | фэнтези                                 | [ 7 ] |
| И Ю Н Ь  | 18       | «Гатто»                                | Walt Disney Pictures Pixar Animation Studios Walt Disney Studios Motion Pictures                                                |                                                     |                                              | приключения, фэнтези, комедия, семейный | [ 8 ] |

### Июль — сентябрь
| Премьера        | Премьера | Название                              | Студия                                                                    | Режиссёр          | В ролях | Жанр                                  | Прим.  |
| --------------- | -------- | ------------------------------------- | ------------------------------------------------------------------------- | ----------------- | ------- | ------------------------------------- | ------ |
| И Ю Л Ь         | 23       | «Руби Гильман, Подросток-Кракен 2»    | Universal Pictures DreamWorks Animation                                   |                   |         |                                       |        |
| И Ю Л Ь         | 23       | «Плохие феи»                          | Warner Bros. Pictures Warner Bros. Pictures Animation Locksmith Animation | Меган Николь Донг |         | комедия, семейный                     | [ 9 ]  |
| С Е Н Т Я Б Р Ь | 17       | «Черепашки-ниндзя: Погром мутантов 2» | Nickelodeon Movies Point Grey Pictures Paramount Pictures                 | Джефф Роу         |         | комедия боевые искусства супергероика | [ 10 ] |

### Октябрь — декабрь
| Премьера      | Премьера | Название                              | Студия | Режиссёр                 | В ролях | Жанр                          | Прим.  |
| ------------- | -------- | ------------------------------------- | --- | ------------------------ | --- | ----------------------------- | ------ |
| О К Т Я Б Р Ь | 1        | «Бэтмен. Часть 2»                     | Warner Bros.                                                                                                   | Мэтт Ривз                | Роберт Паттинсон | супергеройский фильм          | [ 11 ] |
| Н О Я Б Р Ь   | 5        | «Марджи Клаус»                        | Warner Bros. Pictures Warner Bros. Pictures Animation                                                          | Шейн Пригмор             | |                               | [ 12 ] |
| Н О Я Б Р Ь   | 24       | «Холодное сердце 3»                   | The Walt Disney Company Walt Disney Pictures Walt Disney Animation Studios Walt Disney Studios Motion Pictures | Марк Смит                | TBA | мюзикл, фэнтези               | [ 13 ] |
| Д Е К А Б Р Ь | 17       | Безымянный фильм по «Звёздным войнам» | Lucasfilm Walt Disney Studios Motion Pictures                                                                  |                          | |                               | [ 14 ] |
| Д Е К А Б Р Ь | 17       | «Властелин колец: Охота на Голлума»   | New Line Cinema Warner Bros. Pictures                                                                          | Энди Серкис              | Энди Серкис | эпическое фэнтези приключения | [ 15 ] |
| Д Е К А Б Р Ь | 17       | «Мстители: Секретные войны»           | Marvel Studios AGBO Walt Disney Studios Motion Pictures                                                        | Энтони и Джо Руссо       | Бенедикт Камбербэтч, Джереми Реннер, Педро Паскаль, Ванесса Кирби, Джозеф Куинн, Эбон Мосс-Бакрак, Себастиан Стэн, Ханна Джон-Кеймен, Уайатт Рассел, Флоренс Пью, Дэвид Харбор, Роберт Дауни-младший | супергероика, боевик          | [ 16 ] |
| Д Е К А Б Р Ь | 27       | «Питер Пэн и приключения мечты»       | | Николь Руссин-Макфарланд | |                               |        |

## Список фильмов, выход которых запланирован в 2027 году без точной даты премьеры
- «Блуждающая Земля 3»[17]
- «Войны в доспехах»
- «Кофе»[18]
- «Домовёнок Кузя 3»
- «Майор Гром 3»
- Отель «У погибшего альпиниста» — 28 января
- «Приключения Тинтина: Узники Солнца»
- «Руслан и Людмила»[19]
- «Тайная жизнь домашних животных 3»
- «Тихое место 3»
- «Улыбка Нью-Йорка»[20]
- «Шан-Чи 2»